# دژ کرلا

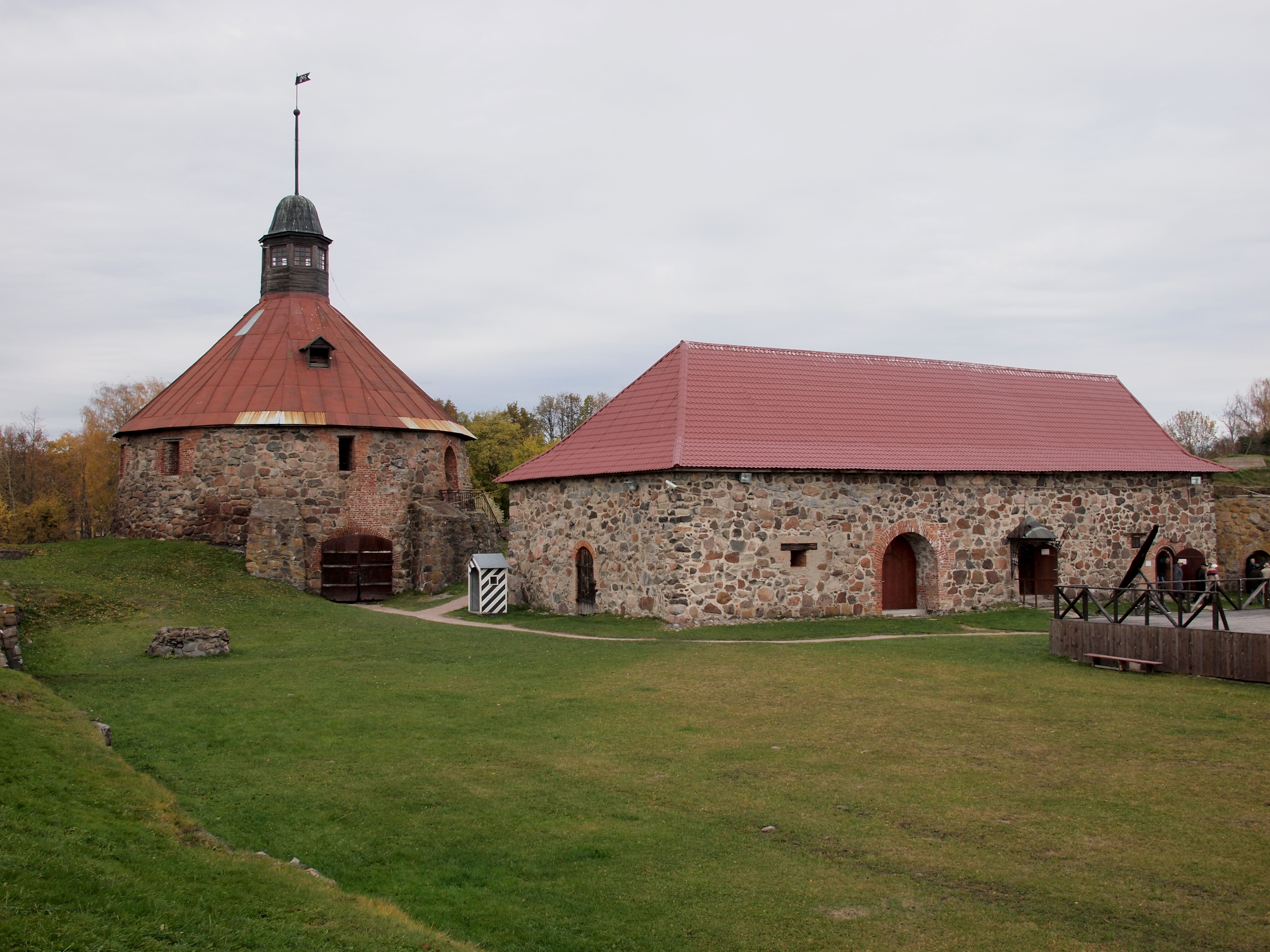
حیاط داخلی دژ

دژ کُرلا (به روسی: Корела، فنلاندی: Käkisalmen linna، سوئدی: Kexholms slott)، در شهر پریوزرسک، استان لنینگراد، روسیه واقع شده‌است.

## پیشینه
استحکامات اولیه توسط کارلیایی‌ها ساخته شد، اما قلعه ای که امروزه دیده می‌شود به قرون وسطی بازمی‌گردد.[۱] اولین بار در کرونیکل نووگورود نام کرلا در سال ۱۱۴۳ ذکر شد و کاوش‌های باستان‌شناسی لایه ای را نشان داد که قدمت آن به قرن دوازدهم بازمی‌گردد. اسناد تاریخی سوئدی برای اولین بار در سال ۱۲۹۴ سکونتگاهی در ککسهلم را گزارش می‌کند. تا قرن شانزدهم، این قلعه متعلق به جمهوری نووگورود و به دنبال آن دوک‌نشین بزرگ مسکو بود. نوگورودی‌ها استحکامات و برج‌های سنگی فعلی را در سال ۱۳۶۴ پس از آتش‌سوزی که قلعه چوبی اصلی را در سال ۱۳۶۰ ویران کرد، ساختند.
در طول جنگ سوئد-نووگورود در سال ۱۳۱۴، یک نیروی کوچک کارلیایی قلعه را از نمایندگان نووگورود بازپس گرفت. آنها از سوئدی‌ها دعوت کردند تا آن را در برابر نووگورود حفاظت کنند. با این حال، نوگورودی‌ها قلعه را پس گرفتند. در عهدنامه نوتبری در سال ۱۳۲۳، تعلق این قلعه به نووگورود تأیید شد.

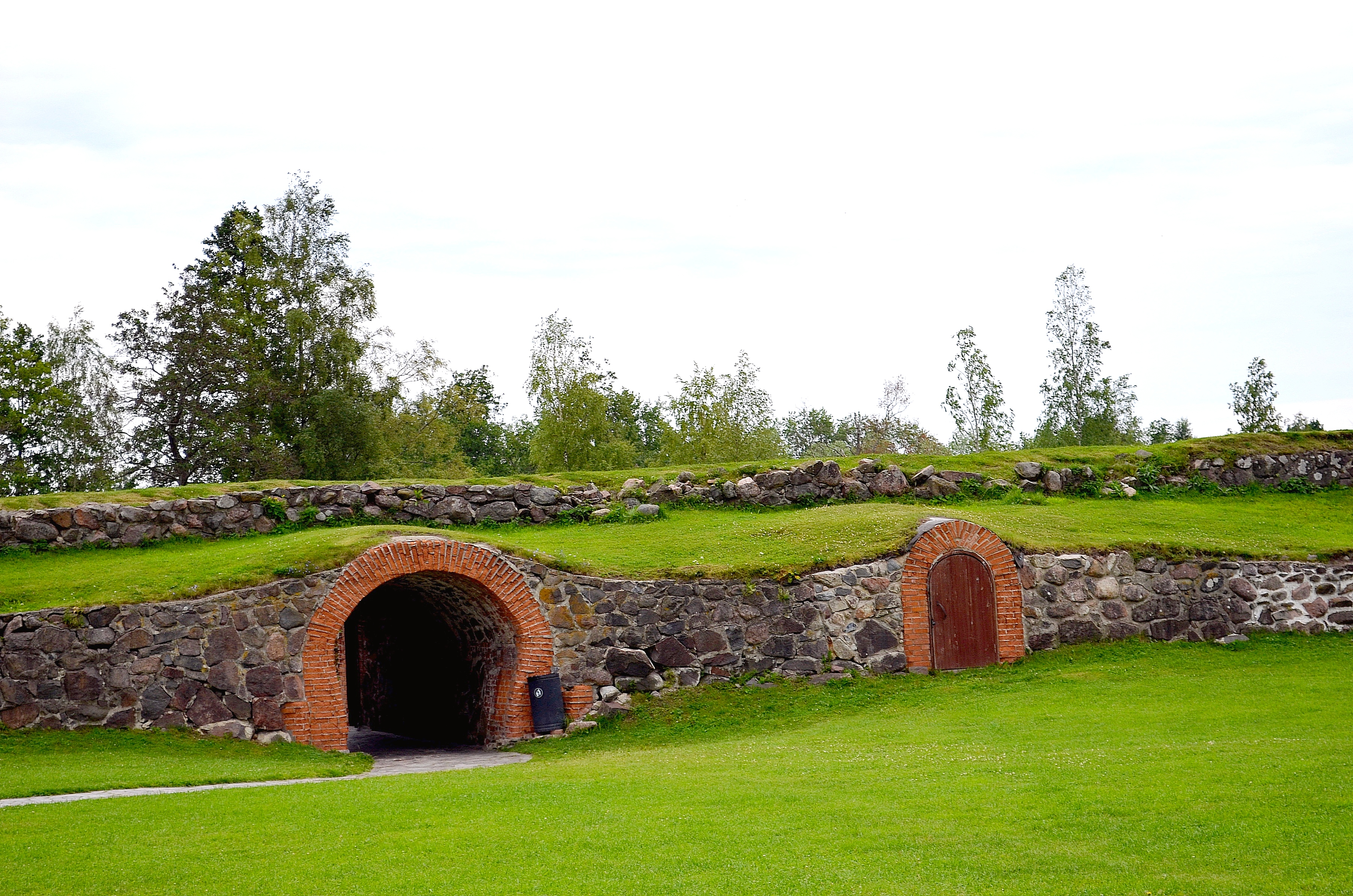

## ضمیمه به خاک روسیه
پس از شکست در جنگ فنلاند در سال ۱۸۰۹، سوئد نیمه شرقی خود را به روسیه واگذار کرد و در سال ۱۸۱۲ ککیکسالمی به دوک نشین بزرگ فنلاند پیوست. در اواسط قرن هجدهم، این قلعه به زندان سیاسی امپراتوری روسیه تبدیل شد. برخی از شرکت کنندگان شورش دسامبریست‌ها (۱۸۲۵) در آنجا زندانی شدند.
در آغاز دسامبر ۱۹۱۷ فنلاند استقلال خود را اعلام کرد و استان ککیکسالمی به شهرستان کارلیا ضمیمه و سرانجام در سال ۱۹۴۰ به اتحاد جماهیر شوروی تحویل داده شد.